# 옛사랑의 그림자
《옛사랑의 그림자》는 1998년 2월 25일부터 1998년 3월 19일까지 방송했던 SBS 수목 드라마였다.

## 기획 의도
현우, 명희, 선주 세 사람을 둘러싼 심리 묘사와 현재와 과거를 오가는 구성으로 베일에 싸였던 애증을 하나씩 풀어내는 미스터리 멜로 드라마

## 줄거리
옛사랑 현우에 대한 그리움을 이기지 못한 선주는 현우의 앞집으로 이사를 온다.

## 등장 인물
- 김주승 : 현우 역. 명주의 남편
- 옥소리 : 명희 역. 현우의 아내
- 방은희 : 선주 역. 현우의 옛 사랑
- 맹상훈
- 김지선
- 박소현
- 신은정
- 장미자

## 참고 사항
- 드라마의 완성도를 높인다는 목적 아래 방영 전에 대본은 물론이고 촬영까지 완전히 마치는 사전 제작제를 도입한 첫 번째 프로그램이었다[2].
- 방은희는 데뷔 9년 만에 처음으로 해당 드라마 프로그램에서 주인공으로 캐스팅됐다.[3]
- 담당 연출자 김한영 제작위원은 해당 작품에 앞서 1997년 가을 시작할 예정이었던 SBS 일요아침드라마 연출자로 낙점됐지만[4] IMF 등 여러가지 사정 때문에 편성이 무산됐으며 이 당시 새로 내놓은 드라마들과 마찬가지로[5] 비정상적 내용에 치우쳤다는 의견이 있었다.